# Военный ординариат Индонезии
Военный ординариат Индонезии (лат. Ordinariatus Castrensis Indonesia, индон. Ordinariat Militer Indonesia) — военный ординариат Римско-Католической Церкви, действующий в Индонезии. Военный ординариат Индонезии, подчиняясь непосредственно Святому Престолу, обеспечивает пастырское окормление военнослужащих индонезийской армии и их семей.

## История
25 декабря 1949 года в Индонезии был создан институт военных капелланов для верующих, служивших в индонезийской армии.
21 июля 1986 года Римский папа Иоанн Павел II издал буллу Spirituali militum curae, которой учредил в Индонезии военный ординариат.

## Ординарии
- епископ Albert Soegijapranata SJ[2](1949 — 23.07.1963);
- кардинал Юстинус Дармоювоно (8.07.1964 — 31.12.1983);
- кардинал Юлий Рияди Дармаатмаджа   SJ (28.04.1984 — 2.01.2006);
- кардинал Игнатий Сухарио Харджоатмоджо (2.01.2006 — по настоящее время).

## Источник
- Annuario Pontificio, Libreria Editrice Vaticana, Città del Vaticano, 2003, ISBN 88-209-7422-3
- Булла Spirituali militum curae  (лат.)